# Clemencia Holguín de Urdaneta
Clemencia Holguín de Urdaneta (1894-1990) fue una ama de casa y socialité Colombiana, esposa de Roberto Urdaneta, quien fue designado presidencial, actuando como presidente interino de Colombia durante la ausencia del presidente Laureano Gómez entre 1951 y 1953.,
Su padre, Carlos Holguín Mallarino y su tío Jorge Holguín, también habían desempeñado la presidencia interina como designados presidenciales, durante las presidencias respectivas de Rafael Núñez y Rafael Reyes. Jorge sucedería más tarde a Marco Fidel Suárez, tras su renuncia en 1921.

## Biografía
Clemecia Holguín Caro, nació en 1894, como séptima hija de Carlos Holguín y Margarita Caro
Estudió en Colegio Sacre Coeur de Bogotá.

## Primera dama (1951-1953)

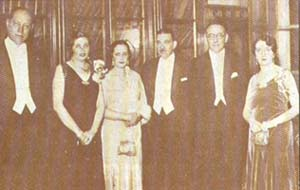
De izquierda a derechaː Enrique Olaya Herrera, María Michelsen, Clemencia Holguín, Roberto Urdaneta, Alfonso López Pumarejo y María Teresa Londoño (Jockey Club, 1934)

Holguín, contraería matrimonio con Roberto Urdaneta el 3 de junio de 1917, sin pensar que su esposo, desempeñaría la presidencia, cuando el presidente titular, su jefe Laureano Gómez, se retiraría de la presidencia por motivos de salud. Holguín ejercería de manera protocolar, como acompañante de su esposo durante la presidencia interina de su esposo, acciones correspondientes a las de una primera dama.
Más tarde acompañaría a su esposo se desempeñaría como embajador en el Perú, diplomático en La Haya, senador, concejal y ministro.
Cuando su esposo le entregó el poder a Gómez, el 13 de junio de 1953, los militares le dieron golpe de Estado. El líder golpista Gustavo Rojas Pinilla le ofreció a la familia Urdaneta continuar en el poder, pero ante la negativa de su marido Roberto de seguir en el cargo, el poder lo tomó Rojas Pinilla.
Los Urdaneta entonces se residenciaron en Ginebra, hasta la caída de Rojas, en 1957.
Clemencia murió en 1990, a los 96 años.

## Familia
Clemencia fue la descendiete de dos de las familias políticas más importantes del Colombia. 
Era sobrina por línea materna del presidente Miguel Antonio Caro y la vez nieta por línea materna de José Eusebio Caro, quien fue el sucesor definitivo de Rafael Núñez, anteriormente su padre Carlos Holguín Mallarino, actuó como presidente tras haber sido designado por Núñez en la presidencia.
A la vez, era sobrina por línea paterna del político conservador y más tarde presidente de la República Jorge Holguín, quien ejerció la presidencia en dos ocasiones por designatura presidencial. Tanto su padre como su tío eran sobrinos del expresidente Manuel María Mallarino.
Su hermano mayor Hernando Holguín fue ministro de relaciones exteriores, al igual que una de sus descendientes, María Ángela Holguín y Carlos Holguín Sardi
Con su esposo Roberto tuvo a Roberto, Rafael, Carlos, Enrique, Clemencia y María Consuelo Urdaneta Holguín.

## Legado
Clemencia le da su nombre a un colegio público bogotano llamado Clemencia Holguín de Urdaneta (IED), ubicado el la localidad Rafael Uribe Uribe.